# Херсцель, Марко
Ма́рко Хе́рсцель (нем. Marco Herszel; 2 июня 1979, Шёнебек) — немецкий гребец-байдарочник, выступал за сборную Германии на всём протяжении 2000-х годов. Участник летних Олимпийских игр в Афинах, чемпион мира, дважды бронзовый призёр чемпионатов Европы, победитель многих регат национального и международного значения.

## Биография
Марко Херсцель родился 2 июня 1979 года в городе Шёнебеке, ГДР. Активно заниматься греблей начал с раннего детства, проходил подготовку в Магдебурге в местном одноимённом спортивном клубе.
Первого серьёзного успеха на взрослом международном уровне добился в 2001 году, когда попал в основной состав немецкой национальной сборной и побывал на чемпионате Европы в Милане, откуда привёз награду бронзового достоинства, выигранную в зачёте двухместных байдарок на дистанции 1000 метров. Кроме того, в той же дисциплине взял бронзу на чемпионате мира в польской Познани. Два года спустя выступил на мировом первенстве в американском Гейнсвилле, где вновь стал бронзовым призёром в двойках на тысяче метрах.
Благодаря череде удачных выступлений Херсцель удостоился права защищать честь страны на летних Олимпийских играх 2004 года в Афинах — вместе с напарником Яном Шефером в километровой гонке байдарок-двоек сумел дойти до финальной  стадии, однако в решающем заезде финишировал лишь шестым, немного не дотянув до призовых позиций.
После афинской Олимпиады Марко Херсцель остался в основном составе гребной команды Германии и продолжил принимать участие в крупнейших международных регатах. Так, в 2005 году он получил бронзу на европейском первенстве в Познани и серебро на мировом первенстве в Загребе — обе медали в программе двоек на тысяче метрах. На домашнем чемпионате мира 2007 года в Дуйсбурге в четвёрках на километровой дистанции обогнал всех своих соперников и завоевал тем самым золотую медаль. Пытался пройти отбор на Олимпийские игры в Пекине, но не смог этого сделать и вскоре принял решение завершить карьеру профессионального спортсмена, уступив место в сборной молодым немецким гребцам.